# Маді Камара
Мохамед Маді Камара (фр. Mohamed Mady Camara, нар. 28 лютого 1997, Матам) — гвінейський футболіст, півзахисник грецького клубу ПАОК і національної збірної Гвінеї.

## Клубна кар'єра
Народився 28 лютого 1997 року в місті Матам. Вихованець юнацьких команд футбольних клубів «Калум Стар» та «Сантоба».
У дорослому футболі дебютував 2016 року виступами за команду французького клубу «Аяччо», в якій провів два сезони, взявши участь у 47 матчах чемпіонату.
Влітку 2018 року перейшов до грецького «Олімпіакоса», де протягом чотирьох сезонів був серед гравців основного складу.
31 серпня 2022 року був відданий в оренду до італійської «Роми» терміном на один сезон. Під час оренди був здебільшого резервним гравцем, взявши участь у 21 грі в усіх турнірах, після чого повернувся до «Олімпіакоса».
20 червня 2024 року підписав трирічний контракт з іншим грецьким клубом — ПАОКом.

## Виступи за збірну
9 вересня 2018 року дебютував в офіційних матчах у складі національної збірної Гвінеї.
| Дата       | Місто       | Господарі  | Результат | Гості       | Турнір                                     | Голи | Примітки |
| ---------- | ----------- | ---------- | --------- | ----------- | ------------------------------------------ | ---- | -------- |
| 9-9-2018   | Конакрі     | Гвінея     | 1 – 0     | ЦАР         | Відбір до Кубка африканських націй 2019    | -    |          |
| 12-10-2018 | Конакрі     | Гвінея     | 2 – 0     | Руанда      | Відбір до Кубка африканських націй 2019    | -    |          |
| 16-10-2018 | Кігалі      | Руанда     | 1 – 1     | Гвінея      | Відбір до Кубка африканських націй 2019    | -    |          |
| 18-11-2018 | Конакрі     | Гвінея     | 1 – 1     | Кот-д'Івуар | Відбір до Кубка африканських націй 2019    | -    |          |
| 24-3-2019  | Бангі       | ЦАР        | 0 – 0     | Гвінея      | Відбір до Кубка африканських націй 2019    | -    |          |
| 7-6-2019   | Марракеш    | Гвінея     | 0 – 1     | Гамбія      | товариський матч                           | -    |          |
| 11-6-2019  | Марракеш    | Гвінея     | 0 – 1     | Бенін       | товариський матч                           | -    | 87'      |
| 16-6-2019  | Александрія | Єгипет     | 3 – 1     | Гвінея      | товариський матч                           | -    |          |
| 22-6-2019  | Александрія | Гвінея     | 2 – 2     | Мадагаскар  | Кубок африканських націй 2019 - 1-й етап   | -    | 62'      |
| 30-6-2019  | Каїр        | Бурунді    | 0 – 2     | Гвінея      | Кубок африканських націй 2019 - 1-й етап   | -    |          |
| 7-7-2019   | Каїр        | Алжир      | 3 – 0     | Гвінея      | Кубок африканських націй 2019 - 1/8 фіналу | -    | 6'       |
| 14-11-2019 | Бамако      | Малі       | 2 – 2     | Гвінея      | Відбір до Кубка африканських націй 2021    | -    | 46'      |
| 17-11-2019 | Конакрі     | Гвінея     | 2 – 0     | Намібія     | Відбір до Кубка африканських націй 2021    | -    |          |
| 10-10-2020 | Фару        | Кабо-Верде | 1 – 2     | Гвінея      | товариський матч                           | -    |          |
| 11-11-2020 | Конакрі     | Гвінея     | 1 – 0     | Чад         | Відбір до Кубка африканських націй 2021    | 1    |          |
| 15-11-2020 | Нджамена    | Чад        | 1 – 1     | Гвінея      | Відбір до Кубка африканських націй 2021    | -    |          |
| 24-3-2021  | Конакрі     | Гвінея     | 1 – 0     | Малі        | Відбір до ЧС 2022                          | -    | 70'      |
| 31-5-2021  | Анталія     | Туреччина  | 0 – 0     | Гвінея      | товариський матч                           | -    | 39'      |
| 6-10-2021  | Марракеш    | Судан      | 1 – 1     | Гвінея      | Відбір до ЧС 2022                          | -    | 46'      |
| 9-10-2021  | Агадір      | Гвінея     | 2 – 2     | Судан       | Відбір до ЧС 2022                          | -    | 84'      |
| 12-10-2021 | Рабат       | Гвінея     | 1 – 4     | Марокко     | Відбір до ЧС 2022                          | -    |          |
| 6-9-2024   | Кіншаса     | ДР Конго   | 1 – 0     | Гвінея      | Відбір до Кубка африканських націй 2025    | -    |          |
| 10-9-2024  | Ямусукро    | Гвінея     | 1 – 2     | Танзанія    | Відбір до Кубка африканських націй 2025    | -    | 69'      |
| 12-10-2024 | Абіджан     | Гвінея     | 4 – 1     | Ефіопія     | Відбір до Кубка африканських націй 2025    | -    | 76'      |
| 15-10-2024 | Абіджан     | Ефіопія    | 0 – 3     | Гвінея      | Відбір до Кубка африканських націй 2025    | -    | 61'      |
| Усього     |             | Матчів     | 25        |             | Голів                                      | 1    |          |

## Титули і досягнення
- Чемпіон Греції (3):

«Олімпіакос»: 2019–20, 2020–21, 2021–22
- Володар Кубка Греції (1):

«Олімпіакос»: 2019–20